# Lilaea scilloides
Lilaea scilloides là một loài thực vật có hoa trong họ Juncaginaceae. Loài này được (Poir.) Hauman mô tả khoa học đầu tiên năm 1804.